# Ligue1 Québec
Cet article traite uniquement du championnat masculin. Pour le championnat féminin, voir Ligue1 Québec féminine
La Ligue1 Québec, anciennement appelée Première Ligue de Soccer du Québec souvent abrégée PLSQ (PLSQ-M pour les hommes en opposition à son homologue féminin), est une ligue semi-professionnelle de soccer créée en 2012 sous l'égide de Soccer Québec, affiliée à l'Association canadienne de soccer.
Cette ligue est la première division de soccer au Québec et est reconnue de niveau division 3 au Canada au même titre que la League1 Ontario. La ligue oppose douze clubs sur vingt-deux journées (aller et retour).
L'AS Blainville et le CS Mont-Royal Outremont sont les deux équipes les plus titrés avec quatre titres. L'AS Blainville remporte le plus de titres consécutifs avec quatre titres entre 2017 et 2020. C'est aussi le club qui détient le record de longévité avec onze saisons consécutives ; le club étant présent depuis la fondation de la ligue en 2012.
La Ligue1 Québec est un championnat de type fermé sans descente. La saison débute en mai et s'achève en octobre. À la fin de la saison, les équipes de la compétition participent à la Coupe PLSQ.
Le FC Laval est l'actuel détenteur du titre, depuis son sacre lors de l'édition 2024 du championnat.

## Histoire

### L'avant PLSQ
La toute première ligue de soccer au Québec est apparu en 1886 et était constitué de seulement trois équipes. En 1911, la Province of Quebec Football Association est créé et encadre les différentes ligues au Québec. Au milieu des années 1980, la Ligue nationale de soccer du Québec est créé et aspire mais reste dans le niveau amateur et son successeur, la Ligue de soccer élite du Québec, existe toujours

### Création du championnat

Logo de la PLSQ

La ligue est annoncée en 2011 et joue sa première saison à l'été 2012 avec 5 équipes inscrites. Les premières saisons sont difficiles avec plusieurs clubs qui quittent et d'autres qui arrivent pour les remplacer. Le CS Mont-Royal Outremont est l'équipe dominante au début de la ligue, remportant trois des cinq premières saisons dont un doublé Championnat et Coupe de la ligue en 2013.

### Une période de stabilité puis d'expansion
À partir de 2017, la ligue connaît un stabilisation alors que deux équipes s'ajoutent sans qu'aucune équipe ne quitte la ligue. De plus, il est annoncé que le vainqueur de la Première ligue va maintenant accéder au Championnat canadien la saison suivante
La saison 2017 amène aussi le premier championnat de l'AS Blainville, qui réalise le doublé et remporte la Coupe PLSQ la même saison. Grâce à leur victoire en championnat, Blainville accède au Championnat canadien, le premier club de la PLSQ à le faire.
La saison 2018 voit l'arrivée du CS Fabrose, un premier club de Laval alors que l'AS Blainville remporte son deuxième championnat consécutif.
La saison 2019 amène un chaude lutte entre l'AS Blainville et le CS Mont-Royal Outremont. Blainville soulève le trophée lors de la 18e et dernière journée du championnat, ex æquo avec Mont-Royal Outremont, mais triomphant grâce à un plus grand nombre de points obtenues dans les matchs entre les équipes concernées (1-1 à l'aller et 1-0 au retour).
La saison 2020 commence avec un aura d'instabilité alors que deux clubs, le Dynamo de Québec et le FC Gatineau, quittent le championnat. Ils sont remplacés par le Celtix du Haut-Richelieu et le Ottawa South United, qui arrive de la League 1 Ontario. En mars 2020, Soccer Québec annonce le report du début de la saison en raison de la pandémie de la maladie du Coronavirus. Finalement, la ligue annonce l'organisation d'une saison écourtée qui se déroule entre le 1er août et le 27 septembre,.
Pour la saison 2021, le Royal-Sélect de Beauport se joint à la ligue. En 2022, c'est au tour du CS Saint-Laurent d'intégrer la ligue d'élite québécoise.

### Intégration à la Ligue1 Canada
Le 31 mars 2022, la Ligue1 Canada est officiellement formée. Il s'agit de la création d'une entité regroupant la PLSQ, la League1 Ontario et la League1 Colombie-Britannique avec une identité visuelle commune. Un an plus tard, le 19 avril 2023, pour adopter les codes de cette nouvelle entité, la Première ligue de soccer du Québec devient la Ligue1 Québec.
En 2025, la ligue s'agrandit et introduit deux nouvelles divisions, la Ligue2 Québec et la Ligue3 Québec, à la suite de la fin de la Ligue de soccer élite du Québec amateur, les équipes étant intégrées à la L1Q.

## Palmarès et statistiques

### Palmarès
Depuis la saison inaugurale en 2012, douze éditions ont décidé le champion du Québec. Six équipes sont parvenus à soulever la coupe. L'AS Blainville et le CS Mont-Royal Outremont sont les clubs les plus titrés avec quatre titres remportés chacun. Le FC Saint-Léonard, le CS Longueuil, le FC Laval et le CS Saint-Laurent avec un titre chacun, sont les seuls autres clubs à avoir remporté le championnat
Le tableau suivant fait le palmarès des clubs champions de la Ligue1 Québec.
| Rang | Clubs                   | Titre(s) | Année(s)               |
| ---- | ----------------------- | -------- | ---------------------- |
| 1    | CS Mont-Royal Outremont | 4        | 2013, 2015, 2016, 2021 |
| 1    | AS Blainville           | 4        | 2017, 2018, 2019, 2020 |
| 2    | FC Laval                | 2        | 2022, 2024             |
| 3    | CS Saint-Laurent        | 1        | 2023                   |
| 3    | CS Longueuil            | 1        | 2014                   |
| 3    | FC Saint-Léonard        | 1        | 2012                   |

### Statistiques et records
Le record de buts dans une saison est de 275 buts inscrits (3,60 par match), lors de la saison 2021 lors d'un championnat à neuf équipes. Les joueurs ont reçu le plus de cartons jaunes (358) lors de la saison 2021 et le plus de carton rouges (40) lors de la saison 2013

#### Clubs
| Club                     | Saisons | MJ  | Titres |
| ------------------------ | ------- | --- | ------ |
| AS Blainville            | 12      | 213 | 4      |
| CS Mont-Royal Outremont  | 10      | 189 | 4      |
| CS Longueuil             | 10      | 178 | 1      |
| FC Gatineau              | 7       | 129 | 0      |
| CS Saint-Hubert          | 7       | 123 | 0      |
| CS Lanaudière-Nord       | 6       | 116 | 0      |
| FC Laval                 | 6       | 103 | 1      |
| FC Lanaudière            | 5       | 89  | 0      |
| AS Laval                 | 4       | 76  | 0      |
| Celtix du Haut-Richelieu | 4       | 68  | 0      |

L'AS Blainville est le club ayant disputé le plus de saisons en Première ligue, avec la douzième saison terminée en 2023. C'est aussi le club ayant disputé le plus de saisons d’affilées en Première ligue avec onze saisons entre 2012 et 2022.
Le plus grand nombre de points récoltés lors d'une même saison revient au CS Saint-Laurent, avec 55 points en 2023, dans une saison de vingt-deux matchs.
Le CS Saint-Laurent est l'équipe qui a marqué le plus de buts dans une saison avec 68 buts lors de la saison 2023. Saint-Laurent profite de la même saison pour établir la meilleure différence de buts avec 68 buts pour et 20 buts contre (pour une différence positive de 48 buts). Le record pour le moins de buts encaissés au cours d'une même saison revient au FC Saint-Léonard avec onze buts, lors de la saison 2013.

#### Joueurs
Le meilleur buteur de l'histoire de la Ligue1 Québec est Frederico Moojen (en) avec 102 buts en 120 matchs entre 2012 et 2019. Il est suivi par Pierre-Rudolph Mayard avec 92 buts en 95 matchs.

À chaque fin de saison, la ligue remet trois ballons (or, argent et bronze) à des joueurs s'étant démarqués pendant le championnat. Pierre-Rudolph Mayard est le joueur le plus récompensé par la ligue avec 6 ballons à son nom (trois d'or, deux d'argent et un de bronze). À partir de la saison 2023, le championnat remet aussi un gant d'or au portier s'étant le plus démarqué lors de la saison.
| Saison | Ballon d'or                                        | Ballon d'argent                                    | Ballon de bronze                            | Gant d'or                         |
| ------ | -------------------------------------------------- | -------------------------------------------------- | ------------------------------------------- | --------------------------------- |
| 2012   | Cédric Carrié (FC Brossard)                        | Rocco Placentino (Saint-Léonard FC)                | Frederico Moojen (en) (FC L'Assomption)     | Non récompensé                    |
| 2013   | Gabard Fenelon (Saint-Léonard FC)                  | Pierre-Rudolph Mayard (Saint-Léonard FC)           | Wassym Amara (CS Mont-Royal Outremont)      | Non récompensé                    |
| 2014   | Horace Patient Sobze Zemo (FC Gatineau)            | Nicolas Bertrand (AS Blainville)                   | Gabard Fénélon (FC L'Assomption-Lanaudière) | Non récompensé                    |
| 2015   | Dimitrios Anastasopoulos (CS Mont-Royal Outremont) | Pierre-Rudolph Mayard (FC L'Assomption-Lanaudière) | Mohamed Dagnogo (Ottawa Fury FC)            | Non récompensé                    |
| 2016   | Pierre-Rudolph Mayard (AS Blainville)              | Maxime Oliveri (CS Mont-Royal Outremont)           | Frederico Moojen (CS Mont-Royal Outremont)  | Non récompensé                    |
| 2017   | Pierre-Rudolph Mayard (AS Blainville)              | Frederico Moojen (CS Mont-Royal Outremont)         | Berlin Jean-Gilles (FC Lanaudière)          | Non récompensé                    |
| 2018   | Pierre-Rudolph Mayard (AS Blainville)              | Hubert Yvenson André (CS Saint-Hubert)             | Stefan Karajovanovic (FC Gatineau)          | Non récompensé                    |
| 2019   | Bonano Gnenago (Dynamo de Québec)                  | Hubert Yvenson André (CS Saint-Hubert)             | Pierre-Rudolph Mayard (AS Blainville)       | Non récompensé                    |
| 2020   | Aucune remise de prix                              | Aucune remise de prix                              | Aucune remise de prix                       | Non récompensé                    |
| 2021   | Aucune remise de prix                              | Aucune remise de prix                              | Aucune remise de prix                       | Non récompensé                    |
| 2022   | Loic Kwemi (CS Saint-Laurent)                      | Renan Dias Manini (CS Mont-Royal Outremont)        | Kevin Lenours (CS Longueuil)                | Non récompensé                    |
| 2023   | Safwane Mlah (CS Saint-Laurent)                    | Adama Sissoko (FC Laval)                           | Heikel Jarras (RS Beauport)                 | Kosta Maniatis (CS Saint-Laurent) |

#### Entraîneurs
La ligue remet un prix à l'entraîneur s'étant le plus démarqué durant le championnat, à la fin de chaque saison.
L'entraîneur français Emmanuel Macagno le reçoit durant quatre saisons consécutives  entre 2015 et 2018, alors qu'il mène l'AS Blainville à un doublé Championnat / Coupe de la ligue pendant la saison 2017.
| Saison | Entraîneur de l'année | Club                    |
| ------ | --------------------- | ----------------------- |
| 2012   | Jean-Pierre Cériani   | AS Blainville           |
| 2013   | Luc Brutus            | CS Mont-Royal Outremont |
| 2014   | Mathieu Rufié         | CS Longueuil            |
| 2015   | Emmanuel Macagno      | AS Blainville           |
| 2016   | Emmanuel Macagno      | AS Blainville           |
| 2017   | Emmanuel Macagno      | AS Blainville           |
| 2018   | Emmanuel Macagno      | AS Blainville           |
| 2019   | Antoine Katako        | CS Fabrose              |
| 2020   | Aucune remise de prix | Aucune remise de prix   |
| 2021   | Luc Brutus            | CS Mont-Royal Outremont |
| 2022   | Boubacar Coulibaly    | FC Laval                |
| 2023   | Nicholas Razzaghi     | CS Saint-Laurent        |

## Les compétitions hors-Québec
Depuis 2014, les clubs de la Ligue1 Québec participent à au moins une compétition à l'extérieur du Québec.

### Coupe inter-provinciale de soccer du Canada
Entre 2014 et 2016, le champion de la PLSQ et de la League1 Ontario s'affrontent dans une série aller-retour, à la fin de la saison des deux ligues, pour remporter la Coupe inter-provinciale de soccer du Canada.
La compétition disparaît après l'édition 2016.

### Championnat canadien de soccer
En 2018, le champion de la Première ligue et de la League1 Ontario s'affrontent plutôt dans le cadre du Championnat canadien. À partir de 2019, les deux équipes entrent dans le premier tour préliminaire du Championnat canadien, sans nécessairement s'affronter. Le Championnat canadien permet d'accéder à la Ligue des champions de la CONCACAF.

### Palmarès des compétitions hors-Québec
| Coupe inter-provinciale de soccer du Canada                                                                       | Championnat canadien de soccer                                                   |
| --- | -------------------------------------------------------------------------------- |
| - Champion - CS Mont-Royal Outremont en 2016 - Finaliste - CS Mont-Royal Outremont en 2015 - CS Longueuil en 2014 | - Meilleure performance - AS Blainville (Deuxième tour de qualification en 2018) |

## Organisation

### Format de la compétition
Le championnat oppose les douze équipes en une série de vingt-deux rencontres jouées durant la saison de soccer. Chaque équipe joue contre chaque autre équipe une fois à la maison et une fois à l'extérieur.
Le système de montée/descente est prévu dans les règlements du championnat. La ligue stipule dans ses règlements que : « Si plus de douze clubs demandeurs répondent aux conditions d’octroi de la licence [de club], la direction générale de la Fédération [de soccer du Québec] octroiera la licence en fonction des classements de la saison précédant celle à laquelle se rapporte la sollicitation de la licence et appliquera, dans cet ordre, les critères suivants: 
1. les dix clubs les mieux classés de la PREMIÈRE LIGUE
2. les deux clubs les mieux classés de la division immédiatement inférieure
3. le onzième classé de la PREMIÈRE LIGUE
4. le douzième classé de la PREMIÈRE LIGUE
5. le(s) mieux classé(s) de la division immédiatement inférieure
6. le(s) mieux classé(s) des divisions suivantes, en respectant la hiérarchie des championnats organisés sous la juridiction de la Fédération »[13]

Étant donné que le nombre d'équipes a changé au fil des saisons, le format a lui aussi évolué depuis le début de la compétition
| De   | À    | Clubs | Matchs joués | Début de la saison | Fin de la saison |
| ---- | ---- | ----- | ------------ | ------------------ | ---------------- |
| 2012 | 2012 | 5     | 16           | Avril              | Octobre          |
| 2013 | 2013 | 7     | 18           | Avril              | Septembre        |
| 2014 | 2014 | 6     | 20           | Mai                | Octobre          |
| 2015 | 2017 | 7     | 18           | Mai                | Octobre          |
| 2018 | 2018 | 8     | 21           | Avril              | Octobre          |
| 2019 | 2019 | 9     | 16           | Mai                | Septembre        |
| 2020 | 2020 | 9     | 16           | Mai                | Août             |
| 2021 | 2021 | 10    | 18           | Juillet            | Octobre          |
| 2022 | 2022 | 12    | 22           | Mai                | Octobre          |
| 2023 | 2023 | 12    | 22           | Mai                | Septembre        |
| 2024 | 2024 | 11    | 20           | Avril              | Septembre        |
| 2025 | 2025 | 10    | 18           | Avril              | Août             |

Le classement est calculé avec le barème de points suivant : un match gagné vaut trois points, un match nul vaut un point et une défaite vaut aucun point.
Le départage du classement au cas où une égalité survienne  est déterminé selon 6 critères
1. le plus grand nombre de points obtenus ;
2. le plus grand nombre de points obtenues dans les matchs entre les équipes concernées ;
3. la différence de buts particulière dans les matchs entre les équipes concernées ;
4. le plus grand nombre de victoires ;
5. la meilleure différence de buts générale ;
6. le plus grand nombre de buts marqués ;

Si l'égalité persiste pour la première place, un match de barrage est organisé pour départager le gagnant. Pour les autres positions du classement, les clubs concernées seront considérés égaux.
À la fin de la saison, l'équipe terminant en tête de la Première ligue est sacré championne du Québec.
La première place est qualificative pour le Championnat canadien.
Chaque équipe compte un minimum de 9 joueurs payés et est soumise à un plafond salarial.
| Club                     | Première saison en Ligue1 Québec | Nombre de saisons |
| ------------------------ | -------------------------------- | ----------------- |
| Royal-Sélect de Beauport | 2021                             | 4e                |
| AS Blainville            | 2012                             | 13e               |
| Celtix du Haut-Richelieu | 2020                             | 5e                |
| AS Laval                 | 2019                             | 5e                |
| FC Laval                 | 2018                             | 7e                |
| CS Longueuil             | 2014                             | 11e               |
| CS Mont-Royal Outremont  | 2013                             | 11e               |
| Ottawa South United      | 2020                             | 4e                |
| CS Saint-Hubert          | 2017                             | 8e                |
| CS Saint-Laurent         | 2022                             | 3e                |